# Xanthorhoe sajanaria
Xanthorhoe sajanaria är en fjärilsart som beskrevs av Louis Beethoven Prout 1914. Xanthorhoe sajanaria ingår i släktet Xanthorhoe och familjen mätare. Inga underarter finns listade i Catalogue of Life.